# Voo Korean Air Lines 902

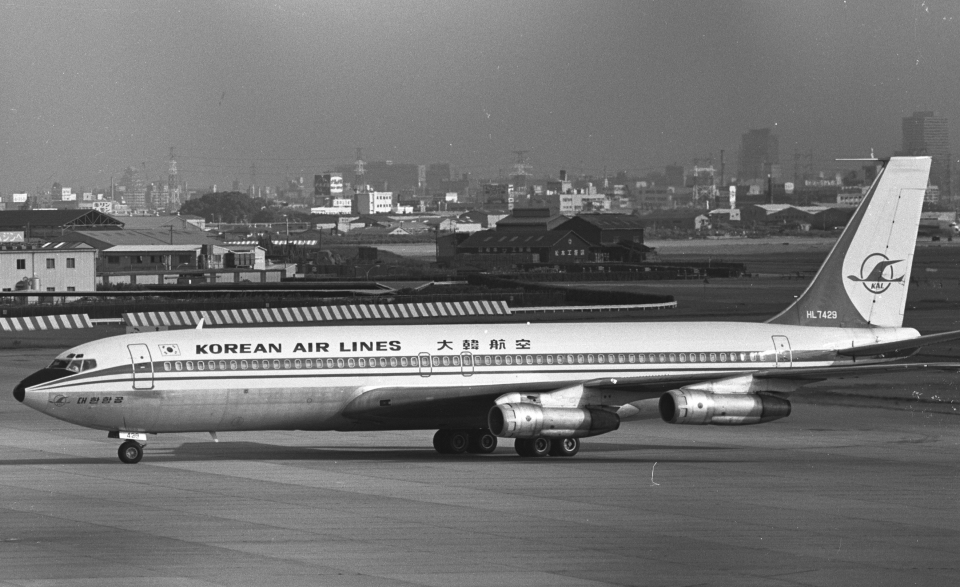
HL7429, o Boeing 707-320B da Korean Airlines envolvido em 1977

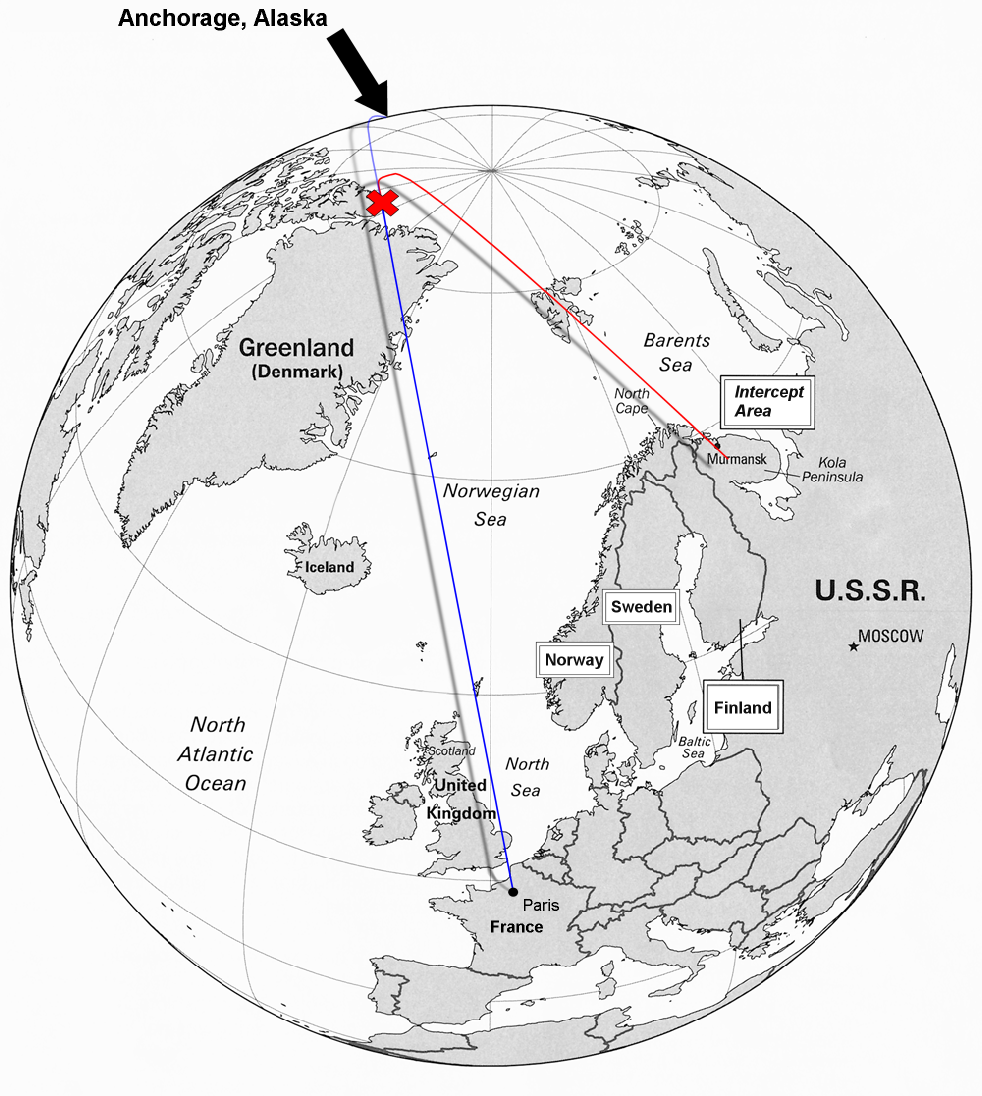
Plano de voo do KAL 902 e a rota seguida

O voo Korean Air Lines 902, conhecido também como KAL 902 ou KE902, era um avião civil coreano que foi derrubado por jatos interceptadores soviéticos em 20 de Abril de 1978 próximo de Murmansk, depois de ter entrado no espaço aéreo soviético e não ter respondido aos interceptadores.
Dois passageiros morreram no incidente. 107 passageiros e tripulantes sobreviveram depois do avião ter feito um pouso de emergência em um lago congelado.
O Boeing 707 (inscrição HL7429), pilotado por Kim Chang Ky, partiu de Paris, França em um curso para Anchorage, Alasca onde reabasteceria e procederia para Seul, Coreia do Sul. O avião voou muito para norte de Alert, estação mas setentrional das Forças Canadenses, localizada a 400 milhas (640 km) do Polo Norte, e que os avisou. Então eles corrigiram seu curso, enquanto voavam em direção a sul; não para Anchorage à longitude 149°53'W, mas na direção oposta para Murmansk às 33°5'E (?). A aeronave não era provida com um sistema de navegação inercial e os pilotos não notaram a posição do sol, quase 180 graus fora donde deveria ter sido. De acordo com a explicação coreana oficial os pilotos nos cálculos de navegação deles usaram o sinal errado de declinação magnética ao converter entre títulos magnéticos e verdadeiros. Isto causou o avião para voar em um arco de direito-torneamento enorme que eventualmente causou a aeronave para voar ao norte da Grã-Bretanha para a Islândia, mas foi à Escandinávia e ao Mar de Barents em espaço aéreo soviético. Sukhoi Su-15 'Flagon' foram chamados depois do avião ser identificado como um avião norte-americano militar (RC-135, uma aeronave que compartilha ascendência comum com os 707, como muitos outros aviões de exército estadunidenses).
De acordo com relatórios soviéticos, o intruso ignorou repetidamente comandos para seguir os interceptadores. Ao piloto do Su-15 Capitão A. Bosov foi ordenado o abate da aeronave depois de tentar convencer os superiores dele, em terra, que a aeronave não era uma ameaça militar. Ele lançou um único míssil que causou dano pesado em parte da asa esquerda e perfurou a fuselagem, causando descompressão rapidamente e matando dois dos 97 passageiros. Depois do míssil o voo KAL 902 ainda pôde continuar voando. Às 23h05, 40 minutos depois do míssil ter atingido a aeronave, estava finalmente forçado por outro SU-15TM (pilotado por Anatoly Kerefov) a pousar no lago congelado de Korpijärvi, 250 milhas ao sul de Murmansk e 20 milhas da fronteira com a Finlândia. Os 107 sobreviventes foram salvos através de helicópteros russos.
Os passageiros foram libertados após dois dias, enquanto a tripulação foi retida para investigação e libertada depois de fazer uma desculpa formal. Os pilotos coreanos reconheceram que eles deliberadamente não obedeceram os comandos do interceptadores soviéticos. A União Soviética enviou à Coreia do Sul uma fatura de 100 000 dólares para despesas de manutenção. Os passageiros voaram em um Boeing 727 da Pan Am de Murmansk para Helsínquia, na Finlândia, de onde outro voo num Boeing 707 da Korean Air os levou para Seul.
Cinco anos depois, em 1 de setembro de 1983, os soviéticos derrubariam o voo KAL 007.